# Gaël Andonian
Gaël Andonian, né le 7 février 1995 à Marseille dans le département français des Bouches-du-Rhône, est un footballeur international arménien qui possède aussi la nationalité française. Il joue au poste de défenseur central ou latéral au club de l'UGA Ardziv à Marseille, en National 3 .

## Biographie

### Début à l'Olympique de Marseille
Natif de Marseille, le gaucher intègre son club de cœur, l'Olympique de Marseille, à dix ans après être passé par le club de Gemenos où il est immédiatement surclassé. Il rejoint le club d'Aubagne avant d'arriver à l'OM. Si à cette époque il joue au milieu de terrain, il recule au cours des années suivantes : passant milieu défensif, puis défenseur central ou à gauche de l'arrière garde.
Il rejoint l'équipe réserve à partir de la saison 2011-2012, avant d'en devenir le capitaine quelques années plus tard. En 2012-13, il est appelé à deux reprises dans le groupe professionnel, face à l'AS Nancy et contre l'AEL Limassol en Ligue Europa mais n'entre pas en jeu.
En 2014-2015, il effectue la troisième année de son contrat stagiaire. Cette saison, il joue son tout premier match professionnel en entrant en jeu en fin de partie au Stade Vélodrome lors de la victoire deux buts à un face au RC Lens, où il fait équipe en défense centrale avec Baptiste Aloé, lui aussi pur produit de la formation olympienne. Il figure également dans le groupe pour le déplacement à Paris. Le 20 juillet 2015, Gaël signe son premier contrat professionnel avec l'Olympique de Marseille. Il est à nouveau dans le groupe lors de sept rencontres en fin de saison mais n'entre plus en jeu.

### Des prêts pour gagner du temps de jeu
Le 21 octobre 2015, Gaël Andonian est prêté jusqu'à la fin de la saison au Dijon FCO où il est recruté comme joker médical. Il est titularisé dès le match suivant contre le Stade de Reims lors d'une victoire en coupe de la ligue puis trois jours plus tard en championnat contre le Stade brestois. Il marque ses deux premiers buts professionnel lors de la 20e journée de Ligue 2 contre les Chamois niortais et offre le match nul à son équipe deux buts partout grâce à son doublé. Il joue dix matchs entre octobre et janvier puis disparaît de l'effectif, n'étant dans le groupe qu'une seule fois sans entrer en jeu. Le club termine second du championnat et est promu en Ligue 1.
En janvier 2017, il est prêté pour six mois au PAE Veria qui évolue en première division grec. Il jeu son premier match le 29 janvier en entrant en jeu contre l'Olympiakos puis est titularisé la semaine suivante contre l'AEK Athènes. Il participe au total à dix rencontres sur treize possible.
En 2018, il quitte librement l'Olympique de Marseille après y avoir passé quatorze saisons comptant un match avec l'équipe professionnel et soixante-douze avec l'équipe réserve.

### Nouveau départ
Le 3 septembre 2018, il fait un essai dans le club britannique du Sunderland AFC et joue un match de championnat avec l'équipe réserve contre West Bromwich AFC lors d'une victoire deux buts à un. Il signe finalement aucun contrat avec le club anglais.
Après une saison sans club, il s'engage en faveur de l'AC Ajaccio qui évolue en Ligue 2. Présent sur le banc lors de la première journée, il n'entre pas en jeu et n'est plus présent une seule fois dans le groupe professionnel. Il est libéré en décembre 2019, seulement six mois après son arrivée. Début février, il s’engage sous les couleurs du FC Martigues qui évolue en National 2 pour y terminer la saison mais la Pandémie de Covid-19 met fin à la saison trois semaines plus tard. 
En septembre 2020, il signe en faveur du FC Aubagne également pensionnaire de National 2 avant de signer la saison suivante en National 3 à l'US Endoume puis à l'UGA Ardziv en 2022.

### Sélections
Il porte deux fois le maillot de l'équipe de France des moins de 16 ans en avril 2011 lors de deux matchs amicaux contre la Slovénie.
En février 2015, il fait sa demande de passeport arménien, ayant la double nationalité.
Le 19 mars 2015, il est convoqué par Bernard Challandes, dans le groupe de l'Arménie. Il joue son premier match avec l'Arménie contre l'Albanie le 29 mars 2015 lors d'une défaite deux buts à un. Il participe aux éliminatoires pour l'Euro 2016 et pour la Coupe du monde 2018.

## Statistiques
Le tableau ci-dessous retrace la carrière de Gaël Andonian depuis ses débuts :
| Saison                | Club                   | Championnat           | Championnat | Championnat | Coupe nationale | Coupe nationale | Coupe de la Ligue | Coupe de la Ligue | Compétition(s) continentale(s) | Compétition(s) continentale(s) | Compétition(s) continentale(s) | Arménie | Arménie | Total | Total |
| Saison                | Club                   | Division              | M.          | B.          | M.              | B.              | M.                | B.                | Comp.                          | M.                             | B.                             | M.      | B.      | M.    | B.    |
| 2014-2015             | Olympique de Marseille | Ligue 1               | 1           | 0           | -               | -               | -                 | -                 | -                              | -                              | -                              | 2       | 0       | 3     | 0     |
| 2015-2016             | Dijon FCO (prêt)       | Ligue 2               | 6           | 2           | 2               | 0               | 2                 | 0                 | -                              | -                              | -                              | 7       | 0       | 17    | 2     |
| 2016-2017             | PAE Veria (prêt)       | Superleague Elláda    | 10          | 0           | -               | -               | -                 | -                 | -                              | -                              | -                              | 7       | 0       | 17    | 0     |
| 2017-2018             | Olympique de Marseille | Ligue 1               | -           | -           | -               | -               | -                 | -                 | -                              | -                              | -                              | 7       | 0       | 7     | 0     |
| 2019-2020             | FC Martigues           | National 2            | 1           | 0           | -               | -               | -                 | -                 | -                              | -                              | -                              | -       | -       | 1     | 0     |
| 2020-2021             | Aubagne FC             | National 2            | -           | -           | 1               | 0               | -                 | -                 | -                              | -                              | -                              | -       | -       | 1     | 0     |
| 2021-2022             | US Endoume             | National 3            | 16          | 0           | 3               | 0               | -                 | -                 | -                              | -                              | -                              | -       | -       | 19    | 0     |
| 2022-2023             | UGA Ardziv             | National 3            | 4           | 0           | -               | -               | -                 | -                 | -                              | -                              | -                              | -       | -       | 4     | 0     |
| 2023-2024             | UGA Ardziv             | National 3            | 17          | 0           | 1               | 0               | -                 | -                 | -                              | -                              | -                              | -       | -       | 18    | 0     |
| 2024-2025             | UGA Ardziv             | National 3            | 17          | 0           | -               | -               | -                 | -                 | -                              | -                              | -                              | -       | -       | 17    | 0     |
| Sous-total            | Sous-total             | Sous-total            | 38          | 0           | 1               | 0               | -                 | -                 | -                              | -                              | -                              | -       | -       | 39    | 0     |
| Total sur la carrière | Total sur la carrière  | Total sur la carrière | 70          | 2           | 7               | 0               | 2                 | 0                 | -                              | 0                              | 0                              | 23      | 0       | 102   | 2     |

### Sélection nationale d'Arménie
Le tableau suivant liste les rencontres de l'équipe d'Arménie auxquelles Gaël Andonian a participé, depuis le 29 mars 2015 jusqu'à présent.
| Matches internationaux de Gaël Andonian | Matches internationaux de Gaël Andonian | Matches internationaux de Gaël Andonian                   | Matches internationaux de Gaël Andonian | Matches internationaux de Gaël Andonian | Matches internationaux de Gaël Andonian | Matches internationaux de Gaël Andonian                               |
|                                         | Date                                    | Lieu                                                      | Adversaire                              | Résultat                                | Compétition                             | Notes                                                                 |
| --------------------------------------- | --------------------------------------- | --------------------------------------------------------- | --------------------------------------- | --------------------------------------- | --------------------------------------- | --------------------------------------------------------------------- |
| 1.                                      | 29 mars 2015                            | Elbasan Arena, Elbasan, Albanie                           | Albanie                                 | 2 - 1                                   | Éliminatoires de l'Euro 2016            | Titulaire.                                                            |
| 2.                                      | 13 juin 2015                            | Stade Républicain Vazgen-Sargsian, Erevan, Arménie        | Portugal                                | 2 - 3                                   | Éliminatoires de l'Euro 2016            | Titulaire.                                                            |
| 3.                                      | 4 septembre 2015                        | Stade Karađorđe, Novi Sad, Serbie                         | Serbie                                  | 2 - 0                                   | Éliminatoires de l'Euro 2016            | Titulaire.                                                            |
| 4.                                      | 7 septembre 2015                        | Stade Républicain Vazgen-Sargsian, Erevan, Arménie        | Danemark                                | 0 – 0                                   | Éliminatoires de l'Euro 2016            | Titulaire.                                                            |
| 5.                                      | 8 octobre 2015                          | Allianz Riviera, Nice, France                             | France                                  | 4 - 0                                   | Match amical                            | Titulaire.                                                            |
| 6.                                      | 11 octobre 2015                         | Stade Républicain Vazgen-Sargsian, Erevan, Arménie        | Albanie                                 | 0 - 3                                   | Éliminatoires de l'Euro 2016            | Titulaire.                                                            |
| 7.                                      | 25 mars 2016                            | Stade Républicain Vazgen-Sargsian, Erevan, Arménie        | Biélorussie                             | 0 – 0                                   | Match amical                            | Titulaire.                                                            |
| 8.                                      | 28 mai 2016                             | StubHub Center, Carson, États-Unis                        | Guatemala                               | 1 - 7                                   | Match amical                            | Titulaire.                                                            |
| 9.                                      | 1er juin 2016                           | StubHub Center, Carson, États-Unis                        | Salvador                                | 0 - 4                                   | Match amical                            | Titulaire.                                                            |
| 10.                                     | 31 août 2016                            | Městský stadion, Mladá Boleslav, République tchèque       | Tchéquie                                | 3 - 0                                   | Match amical                            | Titulaire et remplacé par Araz Özbiliz à la 45e minute de jeu.        |
| 11.                                     | 4 septembre 2016                        | Parken Stadium, Copenhague, Danemark                      | Danemark                                | 1 - 0                                   | Éliminatoires mondial 2018              | Titulaire.                                                            |
| 12.                                     | 8 octobre 2016                          | Stade Républicain Vazgen-Sargsian, Erevan, Arménie        | Roumanie                                | 0 - 5                                   | Éliminatoires mondial 2018              | Titulaire et remplacé par Taron Voskanyan à la 39e minute de jeu.     |
| 13.                                     | 11 octobre 2016                         | Stade national, Varsovie, Pologne                         | Pologne                                 | 2 - 1                                   | Éliminatoires mondial 2018              | Titulaire.                                                            |
| 14.                                     | 26 mars 2017                            | Stade Républicain Vazgen-Sargsian, Erevan, Arménie        | Kazakhstan                              | 2 - 0                                   | Éliminatoires mondial 2018              | Titulaire.                                                            |
| 15.                                     | 4 juin 2017                             | Warner Park, Saint-Christophe, Saint-Christophe-et-Niévès | Saint-Christophe-et-Niévès              | 0 - 5                                   | Match amical                            | Titulaire.                                                            |
| 16.                                     | 10 juin 2017                            | Podgorica City Stadium, Podgorica, Monténégro             | Monténégro                              | 4 - 1                                   | Éliminatoires mondial 2018              | Titulaire.                                                            |
| 17.                                     | 4 septembre 2017                        | Stade Républicain Vazgen-Sargsian, Erevan, Arménie        | Danemark                                | 1 - 4                                   | Éliminatoires mondial 2018              | Titulaire.                                                            |
| 18.                                     | 8 octobre 2017                          | Astana Arena, Astana, Kazakhstan                          | Kazakhstan                              | 1 - 1                                   | Éliminatoires mondial 2018              | Entre en jeu à la place de Artyom Mikaelyan à la 67e minute de jeu.   |
| 19.                                     | 9 novembre 2017                         | Stade Républicain Vazgen-Sargsian, Erevan, Arménie        | Bosnie-Herzégovine                      | 4 - 1                                   | Match amical                            | Titulaire.                                                            |
| 20.                                     | 13 novembre 2017                        | Stade Républicain Vazgen-Sargsian, Erevan, Arménie        | Chypre                                  | 3 - 2                                   | Match amical                            | Entre en jeu à la place de Henrikh Mkhitaryan à la 79e minute de jeu. |
| 21.                                     | 27 mars 2018                            | Stade Républicain Vazgen-Sargsian, Erevan, Arménie        | Lituanie                                | 0 - 1                                   | Match amical                            | Titulaire.                                                            |
| 22.                                     | 29 mai 2018                             | Gernot Langes Stadion, Wattens, Autriche                  | Malte                                   | 1 - 1                                   | Match amical                            | Titulaire.                                                            |
| 23.                                     | 4 juin 2018                             | Sportplatz Kematen, Kematen, Autriche                     | Moldavie                                | 0 - 0                                   | Match amical                            | Titulaire.                                                            |

## Palmarès
En 2014-2015, Gaël Andonian est champion du groupe G de CFA 2 (5e division) avec l'équipe réserve de l'Olympique de Marseille en participant à 21 rencontres de championnat.
Il est également vice-champion de Ligue 2 en 2016 avec le Dijon FCO.